# Bauhinia merrilliana
Bauhinia merrilliana är en ärtväxtart som beskrevs av Janet Russell Perkins. Bauhinia merrilliana ingår i släktet Bauhinia och familjen ärtväxter.

## Underarter
Arten delas in i följande underarter:
- B. m. borneensis
- B. m. merrilliana